# Tusukuru
Genre
Tusukuru est un genre d'araignées aranéomorphes de la famille des Linyphiidae.

## Distribution
Les espèces de ce genre se rencontrent en Russie asiatique, au Canada et aux États-Unis,,.

## Liste des espèces
Selon World Spider Catalog (version 16.5, 9/12/2015) :
- Tusukuru hartlandianus (Emerton, 1913)
- Tusukuru tamburinus Eskov, 1993

## Publication originale
- Eskov, 1993 : Several new linyphiid spider genera (Araneida Linyphiidae) from the Russian Far East. Arthropoda Selecta, vol. 2, no 3, p. 43-60 (texte intégral).